# Кашина Гађоло (Ломбардија)
Кашина Гађоло је насеље у Италији у округу Милано, региону Ломбардија.
Према процени из 2011. у насељу је живело 28 становника. Насеље се налази на надморској висини од 119 м.